# Premiul de Stat al RSS Moldovenești

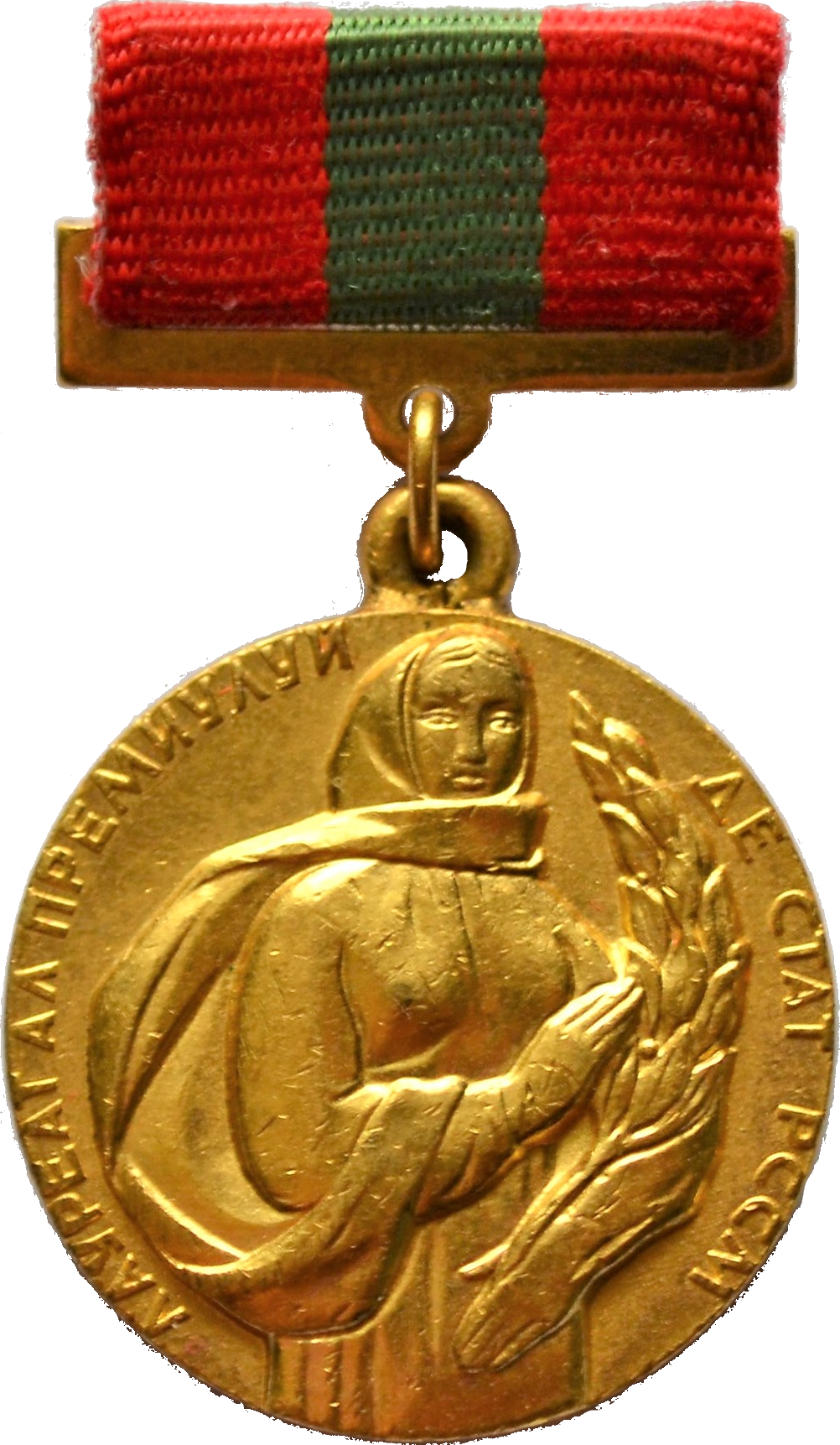
Premiul de Stat al RSS Moldovenești

Premiul de Stat al Republicii Sovietice Socialiste Moldovenești (în rusă Государственная премия Молдавской ССР) a fost un premiu acordat de Comitetul Central al Partidului Comunist al RSSM și Consiliul de Miniștri al RSSM „pentru a stimula munca creativă și științifică”. Persoanele care au primit premiul au primit titlul de „Laureat al Premiului de Stat al RSS Moldovenești”, o medalie, o diplomă și un certificat de laureat.

## Laureați ai Premiului de Stat al RSS Moldovenești în domeniul literaturii, artei și arhitecturii
A fost instituit la 26 aprilie 1965. La 12 aprilie 1976, a început să fie acordat și pentru realizări din domeniul arhitecturii.
Premiul a fost acordat pentru lucrări remarcabile în domeniile literaturii, criticii literare, istoriei artei, muzicii, artelor vizuale, teatrului, cinematografiei și arhitecturii.

## Laureați ai Premiului de Stat al RSS Moldovenești în domeniul științei și tehnologiei
A fost instituit la 29 martie 1971. A fost acordat pentru cercetarea științifică care a adus o contribuție majoră la dezvoltarea științei naționale, pentru munca la crearea și implementarea celor mai progresive materiale, mașini și mecanisme în economia națională a republicii; pentru noi procese tehnologice performante; pentru introducerea producției avansate și a experienței tehnice, care a avut o mare importanță economică națională; pentru cercetări teoretice profunde asupra problemelor construcției de stat și economice și a științei marxist-leniniste.